# Horgenzell
Horgenzell település Németországban, azon belül Baden-Württembergben. Lakosainak száma 5693 fő (2023. december 31.).

## Népesség
A település népessége az elmúlt években az alábbi módon változott:
| Lakosok száma | 2999 | 3181 | 3518 | 3614 | 3679 | 4114 | 4399 | 4758 | 5070 | 5693 |
|               | 1961 | 1967 | 1974 | 1980 | 1987 | 1993 | 2000 | 2006 | 2013 | 2023 |